# Sameer Kochhar
Sameer Kochhar (Nueva Delhi, India) es un actor hindú, nacido el 23 de mayo de 1980. Él es conocido por interpretar papeles en películas y series de Bollywood, como Shawn en la película Zeher.

## Carrera Laboral y Vida Amorosa
Sameer Kochhar comenzó su carrera con el modelaje y luego se trasladó a la actuación a través de las películas de Bollywood. Sameer Kochhar hizo su debut en el cine de Bollywood en 2005 con la película Zeher. Luego de esto fue el presentador del reality show Survivor India en el canal Star Plus, también animó "Extraaa Innings T20" un espectáculo sobre la Indian Premier League desde la primera temporada a partir de 2008. Sameer Kochhar se casó con su novia Radhika Kochhar el 9 de enero de 2010.

## Filmografía
| País        | Película            | Año  | Personaje           |
| ----------- | ------------------- | ---- | ------------------- |
| India       | Zeher               | 2005 | Sean Verghese       |
| India       | Bold                | 2005 | Prem                |
| India       | Ek Se Mera Kya Hoga | 2006 | Bashir              |
| India       | Jannat              | 2008 | ACP Ajay Raina      |
| India       | Chintakayala Ravi   | 2008 | Aparición especial  |
| Reino Unido | The Mole            | 2008 |                     |
| India       | Hide & Seek         | 2010 | Abhimanyu Jaiswal   |
| India       | Chase               | 2010 | Inspector Siddharth |
| India       | Dangerous Ishhq     | 2012 | Rashid              |

## Programas de televisión
| País  | Programa       | Año  | Rol         |
| ----- | -------------- | ---- | ----------- |
| India | Survivor India | 2012 | Presentador |

## Telenovelas
| País  | Programa              | Año         | Rol         |
| ----- | --------------------- | ----------- | ----------- |
| India | Bade Achhe Lagte Hain | 2012 - 2014 | Rajat Kapur |